# Andrej Bán
Andrej Bán (* 28. dubna 1964, Bratislava) je slovenský dokumentární fotograf, reportér a publicista.

## Život a tvorba
Andrej Bán vystudoval ekonomii a žurnalistiku a od roku 1987 fotografuje pro slovenská a česká periodika (Mladé rozlety, Plus 7 dní, Mladý svět, Reflex, Týždeň, Denník N). Často fotografuje v zemích postižených krizemi. V roce 1999 se podílel na založení charitativní organizace Človek v ohrození.
Od roku 2017 je reportérem a fotografem slovenského Denníku N.

## Autorská tvorba
- Andrej Bán: Iné Slovensko. Slovart, 2005. ISBN 8080850135
- Andrej Bán: Kosovo. Slovart, 2008. ISBN 9788080856649
- Fedor Gál, Andrej Bán: 5102. Absynt, 2015. ISBN 9788097182342
- Andrej Bán: Na juh od raja. Slovart, 2016. ISBN 9788055624815
- Andrej Bán: Slon na Zemplíne. Absynt, 2018. ISBN 9788089916542
- Andrej Bán: Trochu oheň, trochu voda. Absynt, 2019. ISBN 9788082031556
- Andrej Bán: Medzisny. Artforum, 2021. ISBN 9788081503467

## Ocenění
- 2005 – Krištáľové krídlo za rok 2004 v kategorii "publicistika a literatura"
- 2006 – Novinářská cena 2005 v kategorii "Nejlepší reportáž v printových médiích" za článek Země hrobů (Týždeň)
- 2006 – Osobnost slovenské fotografie za rok 2006 za výstavu a knihu Jiné Slovensko s přihlédnutím k dosavadní fotografickou, organizační a publicistickou činnost
- 2007 – Novinářská cena 2006 v kategorii "Nejlepší reportáž v printových médiích" za triptych reportáží Kosovo dream, Naši v Kosovu, Na konci snu (Týždeň), které jsou v každém ohledu příkladem mistrovského zvládnutí klasického žánru žurnalistiky.
- 2008 – Novinářská cena 2007 v kategorii "Nejlepší reportáž v printových médiích" za sérii reportáží o Balkáně, Utrpení kalvárie (Týždeň)
- 2010 - Novinářská cena 2009 v kategorii "Nejlepší reportáž v printových médiích" za článek Děti z fotografie (Týždeň)
- 2013 – Novinářská cena 2012 v kategorii "Nejlepší reportáž v printových médiích" za článek Turecko bez Evropy (Týždeň)
- 2015 – Biela vrana za dlouhodobý přínos